# Gharbzadegi
Gharbzadegi (persiska: غربزدگی) är en iransk pejorativ term  som omväxlande översätts som "västförgiftning", "västslagenhet", "västitit", "euromani", eller "occidentosis". Den används för att hänvisa till förlust av iransk kulturell identitet genom antagande och imitation av västerländska modeller och västerländska kriterier i utbildning, konst och kultur, samt genom omvandling av Iran till en passiv marknad för västerländska varor och en bricka i västlig geopolitik.[källa behövs]
Frasen myntades först av Ahmad Fardid (professor vid Teherans universitet) på 1940-talet[källa behövs], men termen fick allmänt bruk först efter publiceringen 1962 av boken "Occidentosis: A Plague from the West" av Jalal Al-e Ahmad, en framstående iransk författare.
Även Ali Shariati sägs ha använt sig av termen och gett den ett "livligt och inflytelserikt andra liv."

## I västerländsk populärkultur
"Gharbzadegi" är titeln på en politisk sång av den engelske musikern Robert Wyatt.